# Krigets fasor
Krigets fasor är en oljemålning från 1637–1638 av den flamländske målaren Peter Paul Rubens. Den är en monumental och symbolrik kommentar till Europas tillstånd under det pågående trettioåriga kriget.

## Beskrivning
I centrum står krigsguden Mars beväpnad med en sköld och ett blodigt svärd. I bakgrunden till vänster syns hur portarna till Janustemplet är öppna; dessa ska endast vara öppna i krigstid. Mars dras åt höger av furien Alekto, som bär en fackla vilket är en symbol för oförsonlighet. Bakom furien syns två monstruösa personifieringar av pest och svält. Venus och Cupido finns på krigsgudens vänstra sida och försöker framgångslöst att hålla honom tillbaka. Till vänster om Venus står en förtvivlad kvinna som personifierar Europa. Nere till vänster ligger en kaducé, en bunt lösa pilar och en olivkvist slängda på marken. Nere till höger finns personifieringar och symboler för visdom, harmoni, fruktsamhet, barmhärtighet och kreativitet som alla trycks ned av kriget.

## Proveniens
Målningen beställdes 1637 av målaren Justus Sustermans. I ett brev från Rubens till Sustermans daterat den 12 mars 1638 bekräftar konstnären målningens leverans och förklarar dess symboler. Sustermans arvingar sålde den sannolikt år 1691 till Toscanas arvprins Ferdinando de' Medici och den har sedan dess funnits på Palazzo Pitti i Florens. Den finns att beskåda på museet Galleria Palatina som inryms i palatset.